# چاه حسن سموری
چاه حسن سموری روستایی در دهستان بندان بخش مرکزی شهرستان نهبندان استان خراسان جنوبی ایران است. بر پایه سرشماری عمومی نفوس و مسکن در سال ۱۳۹۰ جمعیت این روستا ۱۵۸ نفر (در ۳۶ خانوار) بوده است.